# Colt M1902
A Model 1902 é uma pistola semiautomática desenvolvida pelo famoso designer de armas de fogo americano John Browning e produzida pela Colt's Patent Firearms Manufacturing Company no início do século XX. 
A Colt M1902 não era um novo design, mas sim uma melhoria incremental em relação ao M1900 quase idêntico, e faria a transição do 1900 para três pistolas distintas, mas relacionadas com a mesma ação e cartucho, o Modelo Sporting de 1902, o modelo Militar de 1902 e o modelo de 1903 Pocket Hammer. O modelo 1902 Sporting era tão semelhante ao 1900 que continuou a faixa de número de série, enquanto o modelo militar 1902 apresentava uma faixa de série diferente, assim como o modelo 1903 Pocket Hammer. O Modelo Militar de 1902 apresentava uma estrutura de punho alongada e quadrada com uma rodada adicional na revista, enquanto o Pocket Hammer de 1903 apresentava um cano e corrediça encurtados, mas manteve a estrutura de punho do modelo Sporting. A pistola Colt M1905 .45 ACP seria derivada da mesma linhagem, também com uma faixa de número de série diferente.

## Desenvolvimento
No final do século XIX, os militares de muitos países, incluindo os Estados Unidos, estavam avaliando ou em processo de adoção de uma pistola de serviço semiautomática de última geração para substituir os revólveres em uso na época que eram considerados desatualizados. O designer americano de armas John M. Browning desejava se juntar a contemporâneos como Hugo Borchardt e Georg Luger no projeto de uma pistola semiautomática comercializável. A Browning fez parceria com a Colt's Manufacturing Company, que esperava capitalizar o interesse na modernização da pistola de serviço, obtendo grandes e lucrativos contratos militares do governo. Sua primeira colaboração produziu o Model 1900; interessou aos militares dos EUA o suficiente para levar à compra de algumas centenas de pistolas Model 1900 para teste, avaliação e teste de campo limitado, no entanto, as limitações do projeto impediram sua adoção em todo o serviço. O Model 1902 era basicamente a mesma pistola, com algumas melhorias destinadas a corrigir essas deficiências.
A Mauser C96, a Luger 1900 e a Colt 1902 tiveram a oportunidade de ser comparadas em campo. A Mauser tendeu a ser considerada a mais desenvolvida (ou madura) em termos de mecanismo, apresentando uma ação confiável protegida das intempéries, segurança manual e um ferrolho aberto indicando que o último tiro havia sido disparado e facilmente conversível em forma de carabina, porém a pistola atingiu seu pico de desenvolvimento. A Luger, assim como a Colt, em 1902–1907, ainda não eram refinadas, embora não fosse apenas muito bem feitas, mas também ergonomicamente clássicas. A Colt era ergonomicamente o oposto, tinha pouco equilíbrio e uma pegada tosca, também carecia de mecanismos de segurança (a visão abandonada e impopular de segurança foi trocada por nenhuma segurança), e foi considerada mais vulnerável às intempéries. O "Colt 1902 sporting model", usado em testes suecos de 1904 (perdido para o FN Browning 1903 9MM), também não foi considerado suficientemente confiável, mas os suecos também mencionaram as desvantagens ergonômicas. O valor do Colt, entretanto, era que seu cartucho .38 ACP era considerado superior aos cartuchos de pistola alemã e um passo na direção certa (os suecos mencionaram essa virtude). O Colt 1902 teve espaço para se desenvolver, enquanto o Mauser já estava maduro e não sujeito a melhorias. A Luger, por outro lado, seria desenvolvida no mesmo ritmo que a Colt 1902, a competição atingindo o pico em 1907 quando a .45 ACP Colt 1905 e a 45 ACP Luger se enfrentaram, embora no final ambas as pistolas tenham demonstrado ser insuficiente no calibre mais pesado, e como os Estados Unidos estavam comprometidos com o .45 ACP, o design básico de 1902 permaneceu terminalmente enraizado no .38 ACP e a Luger tinha um pouco mais de elasticidade e encontraria a grandeza com o cartucho 9 mm parabellum que nunca chegaria a série Colt 1900/1902/1905. No entanto, as pistolas Colt ajudaram a vender o conceito de pistola semiautomática nos Estados Unidos e contribuiriam para o desenvolvimento da Colt 1911.

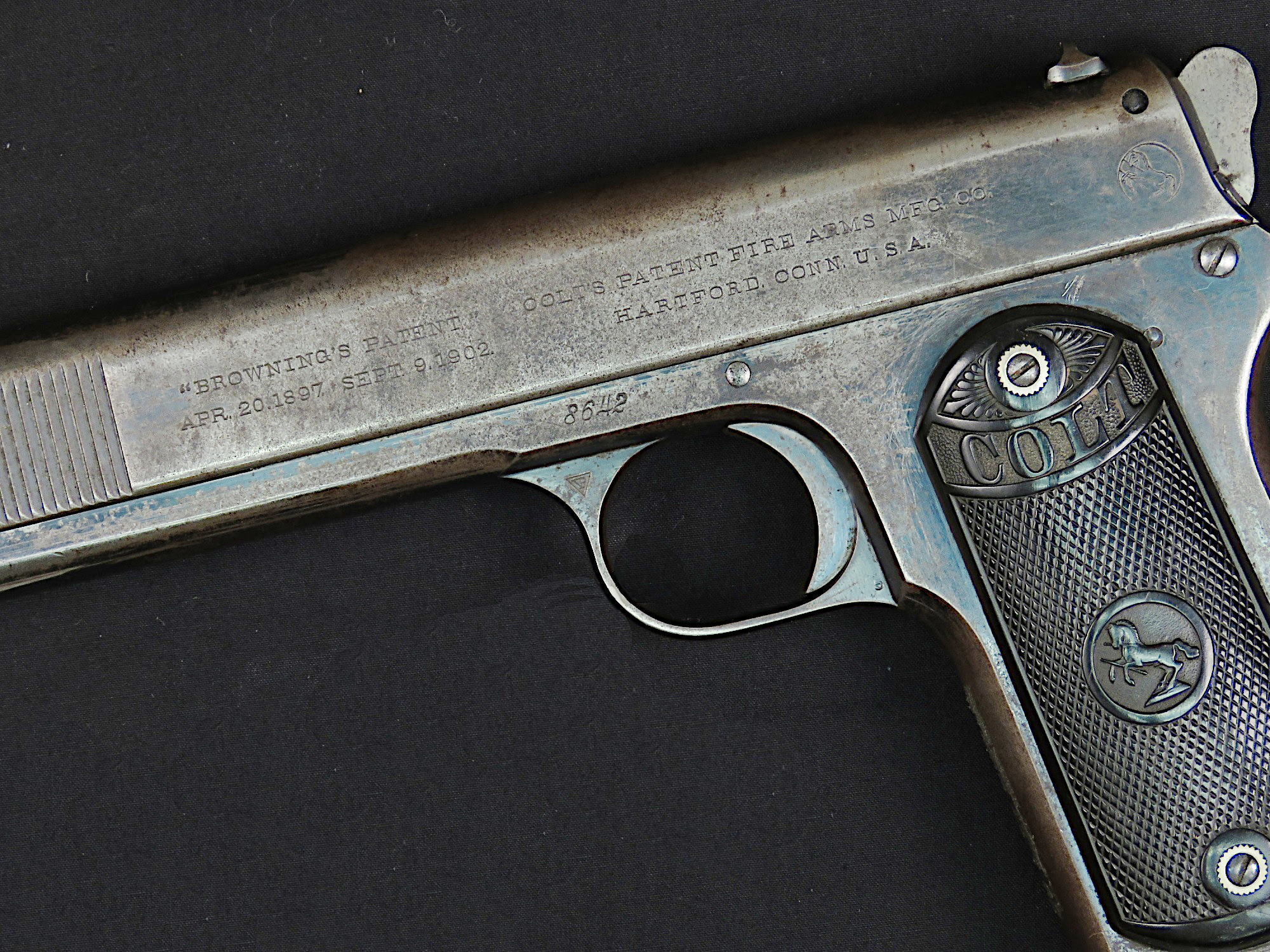
Detalhes de um Colt M1902 Sporting.

## Detalhes do projeto
A M1902 era uma pistola de recuo curto derivada do Model 1900 pela simplificação de seu mecanismo interno e uma redução no número de peças internas. Browning e Colt também adotaram a sugestão das Forças Armadas dos EUA de adicionar um batente deslizante ao design. A problemática trava de segurança na mira traseira pivotante da M1900, que se dobrava para trás e para baixo para bloquear fisicamente o arco do cão da pistola, também foi removida. Outra deficiência no design do M1900 foi trazida por testes realizados pelos militares britânicos, que descobriram que a pistola tinha tendência a disparar quando caía. Na M1902, o comprimento do percutor foi reduzido para ser menor do que o da fenda em que se movia, diminuindo a probabilidade de tal ocorrência, a menos que o percutor fosse realmente atingido pelo cão.
O Model 1902 foi equipado com o mesmo cartucho .38 ACP da pistola M1900 anterior. A pistola M1902 em sua maior parte também compartilhava as mesmas talas de borracha dura preta que eram padrão no Model 1900, no entanto, talas personalizadas também estavam disponíveis, especialmente nas versões de apresentação. A grande maioria das pistolas Model 1902 foram produzidas com um acabamento Colt Royal azulado altamente polido, profundo e brilhante, mas raramente modelos folheados a níquel e prata são encontrados, bem como vários acabamentos personalizados. Em alguns Model 1902 de produção inicial, o gatilho, os pinos e os parafusos de aperto eram fornecidos com um acabamento "queimado" ou nitro azulado, dando a essas peças uma bela tonalidade azul-cobalto. O cão das pistolas M1902 geralmente tinha um acabamento endurecido. As pistolas de produção anteriores apresentavam serrilhados de lâmina linear fresada ou quadriculada na extremidade dianteira da lâmina, que foram excluídos nos anos posteriores de produção. Embora a M1902 fosse originalmente destinada ao mercado militar, a Colt foi progressista o suficiente para reconhecer que a comercialização civil da pistola também oferecia receita potencial e introduziu uma versão esportiva da pistola com algumas pequenas alterações. Nem as versões "Military" ou "Sporting" da pistola tinham segurança manual.

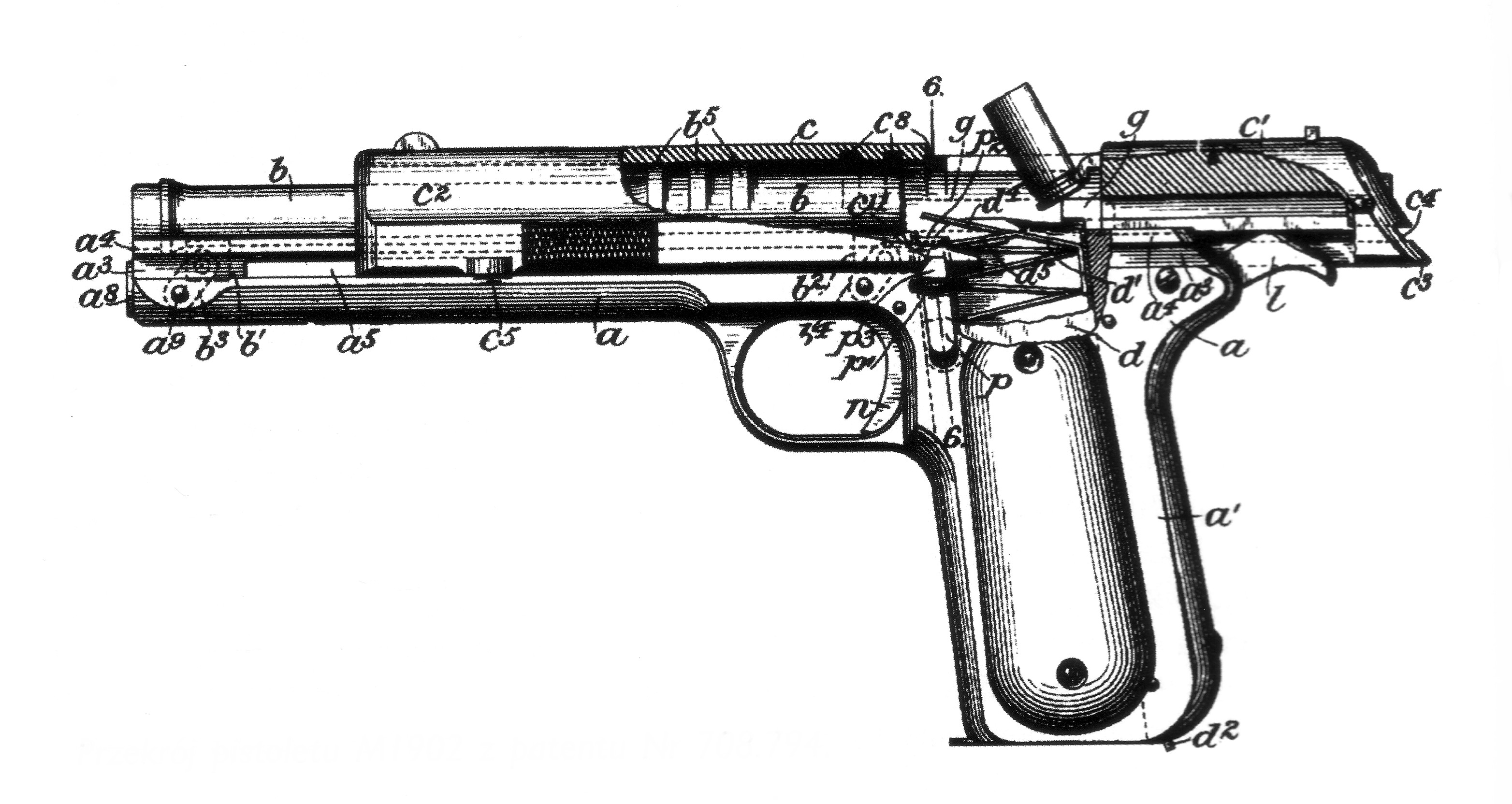
Desenho da patente Colt M1902.

A Colt 1902 apresentava três cães distintos para o modelo "Sporting" de 1902. Dois, referidos pela Colt como cão de esporão "alto" e um cão arredondado, referido pela Colt como cão "toco", foram remanescentes da produção da 1900. Eventualmente, por volta de 1904, ou logo após a série 7184, o suprimento de cães retos "altos" se esgotou e o cão "toco" tornou-se o padrão para o "Model Sporting". O "Model Military" de 1902, iniciou a produção apenas com cães "toco". O terceiro cão, que não foi usado até o final de 1907 ou início de 1908, era um cão de espora de perfil mais baixo e substituiu cão "toco" apenas nos últimos dos modelos "Sporting", mas assumiu a posição como o único cão do modelo "Military" de 1902 por volta de 1908– 09, pouco antes de ser colocado em produção junto com os cães curtos.
Devido ao polimento manual das pistolas "Colt Automatics" até o Model 1905 .45, a profundidade das marcações de qualquer pistola pode variar na mesma pistola, bem como no peso; as pistolas podem variar até 30 gramas quando comparadas. Os modelos "Military" de 1902 eram ligeiramente mais pesados do que os modelos esportivos devido ao quadro reto estendido e o gancho para o fiel.

## Variantes
Oferecido entre 1902 e 1928, o Military Model 1902 diferia da versão esportiva porque a empunhadura era um pouco mais longa e quadrada, de modo a abrigar uma rodada adicional de munição no carregador. O modelo militar apresentava o batente deslizante mecânico e tinha um gancho de fiel na base da empunhadura, também era um pouco mais pesado. Os modelos militares produzidos antes de 1908 tinham cães redondos, enquanto os modelos posteriores a 1908 tinham cães retos. A Colt apresentou uma dessas pistolas ao então presidente Theodore Roosevelt. No geral, aproximadamente 18.068 unidades totais da versão do Modelo Militar 1902 foram produzidas.
Disponível de 1902 a 1907, a variante Sporting Model 1902 era ligeiramente mais leve e menor do que a versão militar, com uma estrutura de punho mais arredondada. Em 6 anos de produção, um total de aproximadamente 6.927 versões Sporting foram fabricadas. No período de 1902 a 1907, os modelos esportivos ainda superavam os modelos militares, 6.927 a 5.500 e quando a produção do modelo esportivo terminou em 1907, as vendas ainda eram estáveis. Talvez inesperadamente, com o fim da produção do modelo Sporting, as vendas do modelo militar realmente começaram a diminuir até 1913, com as vendas contínuas do modelo 1905 .45 ACP provavelmente diminuindo significativamente as vendas, e então surgiu o Colt 1911 .45 ACP em 1912 para eliminar diretamente o Modelo 1905, o Modelo 1905 não sendo capaz de se comparar à pistola mais moderna. Talvez isso tenha contribuído para um salto nas vendas, já que a demanda pelo Colt 1911 superou a oferta e muitas pistolas ainda foram para o sul para o Exército mexicano em pequenos lotes ou individualmente, e a empolgação da Primeira Guerra Mundial no horizonte provavelmente também estimulou uma nova interesse. No entanto, o número vendido em média apenas cerca de 1.100 unidades por ano e, depois de 1915, as vendas caíram constantemente, com apenas um gotejamento sendo vendido, as vendas do Modelo Militar diminuíram mais do que no final de 1928.
O modelo desportivo Colt de 1902 foi considerado pela Colt como uma continuação do seu modelo de 1900. As séries aumentaram no final da produção do modelo Colt 1900 com a série 4275 em 1902 e continuando em 1907 com 10999. Uma oferta final do modelo esportivo de 1902 foi feita em 1907 com uma série especial de 191 pistolas, 30000–30190.
Aproximadamente com o número de série 7184 em 1905, os modelos esportivos de 1902 com número de série par apresentavam o cão de esporão "alto" do Modelo 1900. Aparentemente, a Colt estava usando os cães Model 1900 restantes nos Modelos Sporting, enquanto ainda usava os cães curtos com as pistolas de números ímpares. Depois que o suprimento dos cães altos Modelo 1900 se esgotou em 1904, todos os modelos esportivos a partir de então usaram cães redondos até o final da produção regular. Com a cessação da produção do modelo esportivo, as últimas 191, presumivelmente pistolas de linha de produção não utilizando peças sobressalentes e especialmente numeradas 30000–30190. Certas deduções podem ser feitas dando números aproximados das três variações de cão do modelo esportivo: 1.450 pistolas de cão "alto" feitas entre 1902 e 1904, 5483 modelos de cão redondo "stub" despachados no início de 1908. Quaisquer modelos esportivos "extras" reunidos de estoques de peças e enviados após esse período provavelmente tinham cães retos baixos.
As serrilhas no slide no modelo "Sporting" de 1902 inicialmente continuavam com os dezesseis dentes fresados em cada lado, como apresentado no modelo 1900. Os Modelos Sporting 1902 pareciam muito com o Modelo 1900, no entanto, todos os vestígios da segurança visual de 1900 haviam desaparecido. Aproximadamente na série 8000 por volta de abril de 1905, essas serrilhas foram alteradas para uma aparência mais moderna de vinte serrilhas cortadas instantaneamente discerníveis, já que não mergulhavam no escorregador, mas cortavam até o fundo. A posição dos cortes teve vida relativamente curta, pois os serrilhados foram movidos para a parte de trás da moldura. Certas deduções para o modelo esportivo de 1902 podem ser feitas: serrilhas de mergulho fresadas frontais, número feito cerca de 3.725 (1.444 cães de espora alto e 2.281 cães de ponta) (aprox.); serrilhas de corte frontal, apenas cerca de 500? feito (cão redondo); serrilhados de corte posterior 3.002 feitos (2.811 cão de ponta / 191 cão de espora baixo).
O último modelo esportivo não foi entregue pela Colt até 1912. No entanto, seu design básico com um cano mais curto sobreviveu por muito tempo com a produção contínua do Colt 1903 Pocket Hammer Model, um parente mais relacionado ao modelo esportivo de 1902 do que o de 1902 Modelo militar. O número de modelos esportivos Colt 1902 entregues ao México não parece ter sido grande, sendo os militares de 1902 mais populares.
Em 1901, os militares, avaliando seu modelo de teste Colts 1900, sugeriram uma empunhadura mais longa com uma bala adicional no carregador e um laço de corda. Isso deu origem ao modelo militar Modelo 1902 que, embora inspirado por sugestões militares, era principalmente uma pistola comercial. Ele eclipsou o modelo esportivo em vendas em cerca de três para um. No entanto, se considerarmos a produção dos modelos Pocket Hammer de 1903 como sendo apenas Modelos Sporting de cano curto, o que basicamente eram, então o Military 1902 vem em segundo lugar.

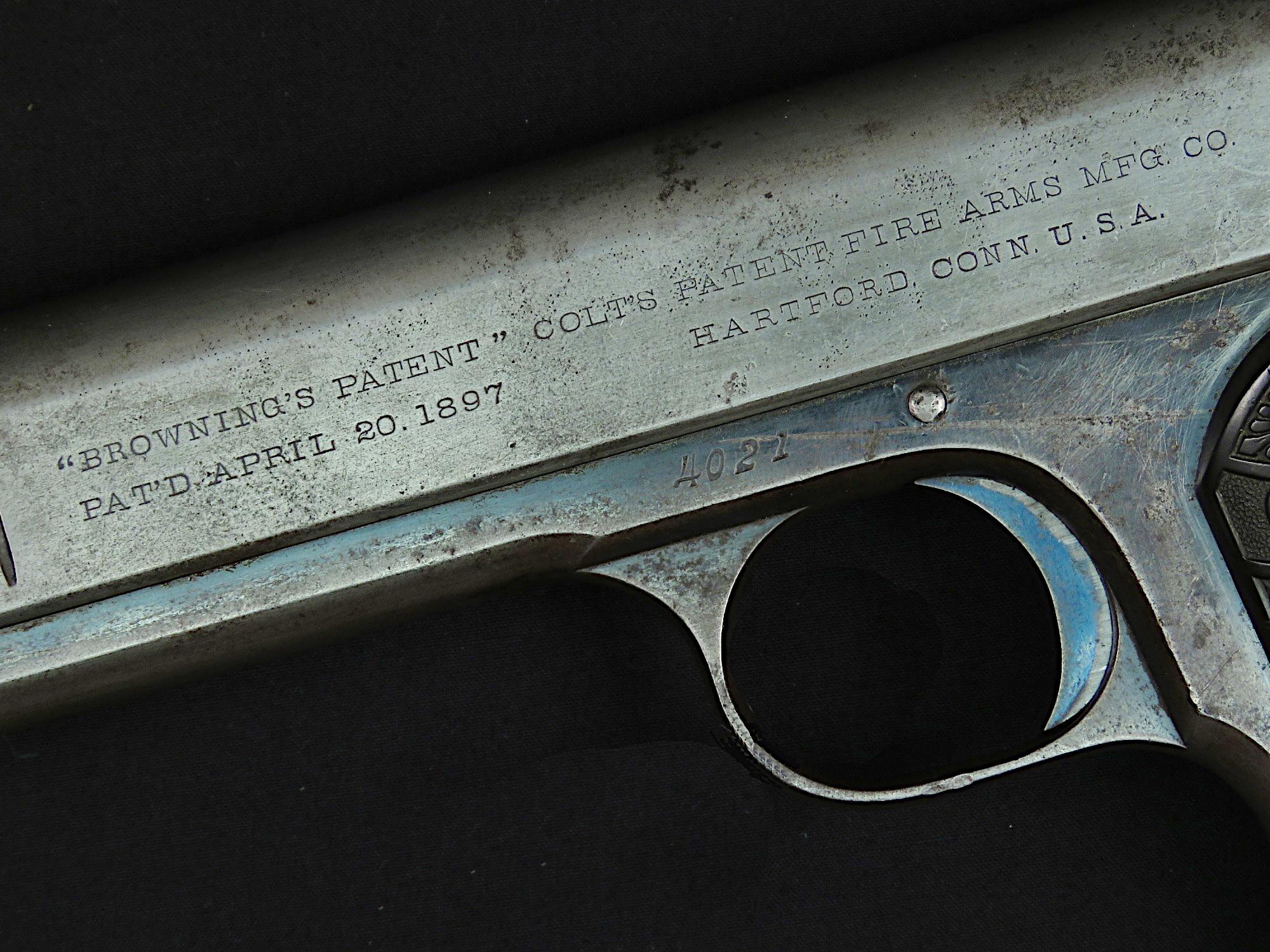
Detalhes de um Colt M1902 Military.

O modelo "Military" de 1902 foi introduzido com um novo estilo de serrilhado frontal, uma área densamente quadriculada na frente do escorregador imediatamente discernível das serrilhas de mergulho do modelo esportivo de 1902. Uma empunhadura mais longa e quadrada com um laço de corda também o tornava distinto e, claro, o carregador era mais longo que o do modelo esportivo, pois carregava uma bala extra. Menos distinto, mas significativo, foi a adição de uma parada de deslizamento no lado direito do quadro. O Modelo Militar de 1902 ofereceu um pouco mais de brio com todos esses sinos e assobios, o Modelo Sporting de 1902 sendo mais simples.
Ao contrário do modelo esportivo, os militares de 1902 se comprometeram com o uso de cães curtos. Os números de série começaram de forma estranha, as primeiras 300 pistolas sendo numeradas de 1.5001–15.200, depois retrocederam até 15.000–14900 e continuaram de 1903 a 1907 com as séries 14899–11.000. Em 1907, começou uma série de 15201-15999, então a produção em série se estabilizou, no final de 1907, começando em 30.200 e continuando até o fim da produção em 1928 em 43.266. A produção anual atingiu o pico em 1907 com 1.400 e, em 1917, grandes números de produção estavam praticamente prontos, mas a produção mínima continuou.
O uso dos cães retos terminou aproximadamente no final de 1907, e houve uma introdução progressiva dos cães retos inferiores até cerca de 33000, onde os cães retos assumiram o controle completamente. As lâminas frontais quadriculadas supostamente terminam em torno da série 11000 em 1906, onde as lâminas apresentavam as serrilhas verticais mais familiares na parte traseira da lâmina. Isso leva à dedução de que os militares de 1902 com lâminas frontais quadriculadas foram produzidos entre 1902 e 1906 e totalizavam cerca de 4.000, todos com cães de ponta; Os militares de 1902 com serrilhados traseiros e cães curtos foram produzidos em 1906-1908 e totalizavam aproximadamente 2.000 (estimativa); e serrilhas de corte traseiro e cães de espora baixos que estão sendo fabricados a partir de 1907 estão entre cerca de 11.000-12.000.

## Distribuição
O Model 1902 nunca foi adotado pelos EUA ou qualquer outra organização militar mundial, provavelmente devido a reservas quanto à robustez do projeto, bem como sua natureza de desenvolvimento. A maior compra militar (ainda comercialmente em série, mas com marca militar) conhecida até o momento foram de 1902 Modelos Militares, 800 pistolas em 1908 para o México (Brasão mexicana no topo das serrilhas deslizantes traseiras, mas ainda martelos redondos - alças de pérola). No entanto, outras não marcadas Os militares de 1902 foram comprados em lotes menores, talvez somando vários milhares de pistolas, se não mais somente para o México. A segunda maior compra foi de 500 pistolas marcadas adquiridas em 1906 por meio da London Agency (na faixa de série 11000) pela Marinha do Chile (martelo redondo, slide frontal xadrez, slide marcado). Os Modelos Esportivos mostram compras ocasionais também por indivíduos associados a vários governos, mas apenas em lotes únicos ou menores. Pelo menos um observador americano no México em 1913 os mencionou como a pistola padrão do Exército mexicano regular. O governo dos EUA comprou 200 militares de 1902 (séries 15000–15201) em 1902 para avaliação de serviço do tipo (martelo redondo, corrediça frontal quadriculada). As pistolas marcadas mexicanas, sem dúvida, serviram durante a revolução mexicana, juntamente com outros militares adquiridos de forma privada, modelo esportivo e 1903 Pocket Hammer Colts. As experiências insatisfatórias do Exército dos EUA vários anos antes com pistolas calibre .38 usadas contra tribos Moro durante a Guerra Filipino-Americana também podem ter sido um fator contra a maior aceitação das pistolas automáticas de "grande porte". Os eventos deste conflito colocaram em questão a eficácia das pistolas anteriores na classe de 1902, levando aos Testes Thompson-LaGarde de 1904 que concluíram que, para uso militar, os cartuchos de calibre ".38" da época eram inadequados e recomendavam a adoção de um cartucho de pistola com calibre de pelo menos 0,45 (11,43 mm). A Colt e a Browning responderam a essas críticas com a introdução da pistola Colt Modelo 1905 em um novo cartucho .452 com cartucho projetado por Browning - o .45 ACP. Quer o .45 ACP fosse ou não exagerado, os países europeus, com exceção da Inglaterra, que também tinha experiência com oposição fanática no império, optaram por calibres geralmente mais leves.
Só podemos especular sobre o tipo de cliente comercial (excluindo os usuários militares) que teria comprado os Modelos Desportivos e Militares Colt 1902: talvez caçadores, pescadores e aventureiros mais ricos que visitaram áreas remotas do deserto; empresas, especialmente aquelas com escritórios e projetos na América Latina em áreas remotas, como interesses de mineração nos Estados Unidos, pois tiveram distúrbios trabalhistas significativos e ocasionais (muitas vezes com uma boa causa) no início do século XX; a polícia mais moderna da época, que poderia ter avaliado as pistolas (sem vendas policiais significativas conhecidas); talvez lojistas que preferissem a pistola chata para a prateleira do balcão, mais o imponente cano longo e cadência de tiro superior aos revólveres de ladrão; talvez aqueles que apenas gostaram do visual e escolheram a pistola para defesa pessoal ou doméstica; e, claro, os proprietários casuais e atiradores que gostaram da novidade.

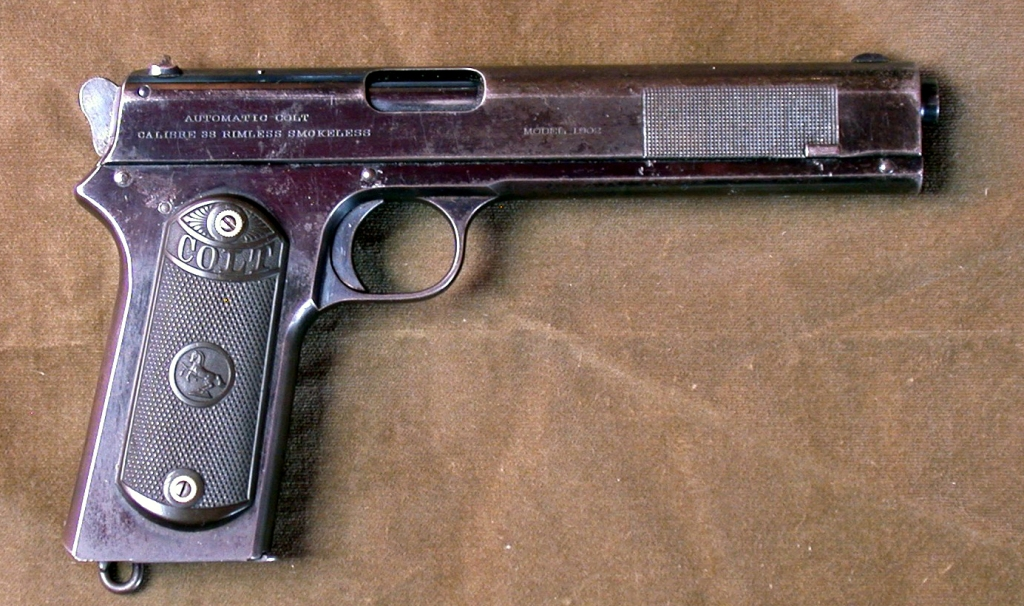
Um Colt M1902 Military.

Antes de 1905, elas eram claramente pistolas de coldre "modernas" e o público e os militares já entendiam o valor de cerca de 1,5 segundo do poder de fogo de sete / oito tiros. Em 1906, no entanto, ao contrário dos europeus (exceto os franceses e ingleses) que eram "vendidos" nas automáticas e as compravam desde a virada do século 20 em um frenesi próximo, os clientes norte-americanos ainda esperavam, talvez levando seus sugestão dos militares, para pistolas automáticas mais robustas e poderosas. O Colt 1905 .45 ACP, que realmente estava sendo desenvolvido pela Colt com contratos militares em mente, forneceu as vendas mais impacientes e significativamente suplementou as vendas do Colt 1902, enquanto preparava a mesa para a adoção do Modelo 1911 pelo governo dos EUA. A concorrência na Europa era esmagadora, exceto em Inglaterra. Embora as vendas no continente europeu sejam notadas, os Mauser M1896 e Lugers reconhecidamente excelentes e mais seguros ficaram com a maior parte do mercado de armações automáticas de grande porte. Steyr e outros eram pelo menos regionalmente fortes.
É altamente possível que o "Military Model" pudesse ter aumentado as vendas externas durante a Primeira Guerra Mundial, caso a Colt não tivesse se concentrado na 1911 (mais de 80.000 1911 comerciais foram entregues a países estrangeiros durante a guerra, 50.000 apenas para a Rússia tzarista). Caso contrário, essas vendas poderiam ter ido para o "Military Model" de 1902.